# Cehohrad, Melitopol

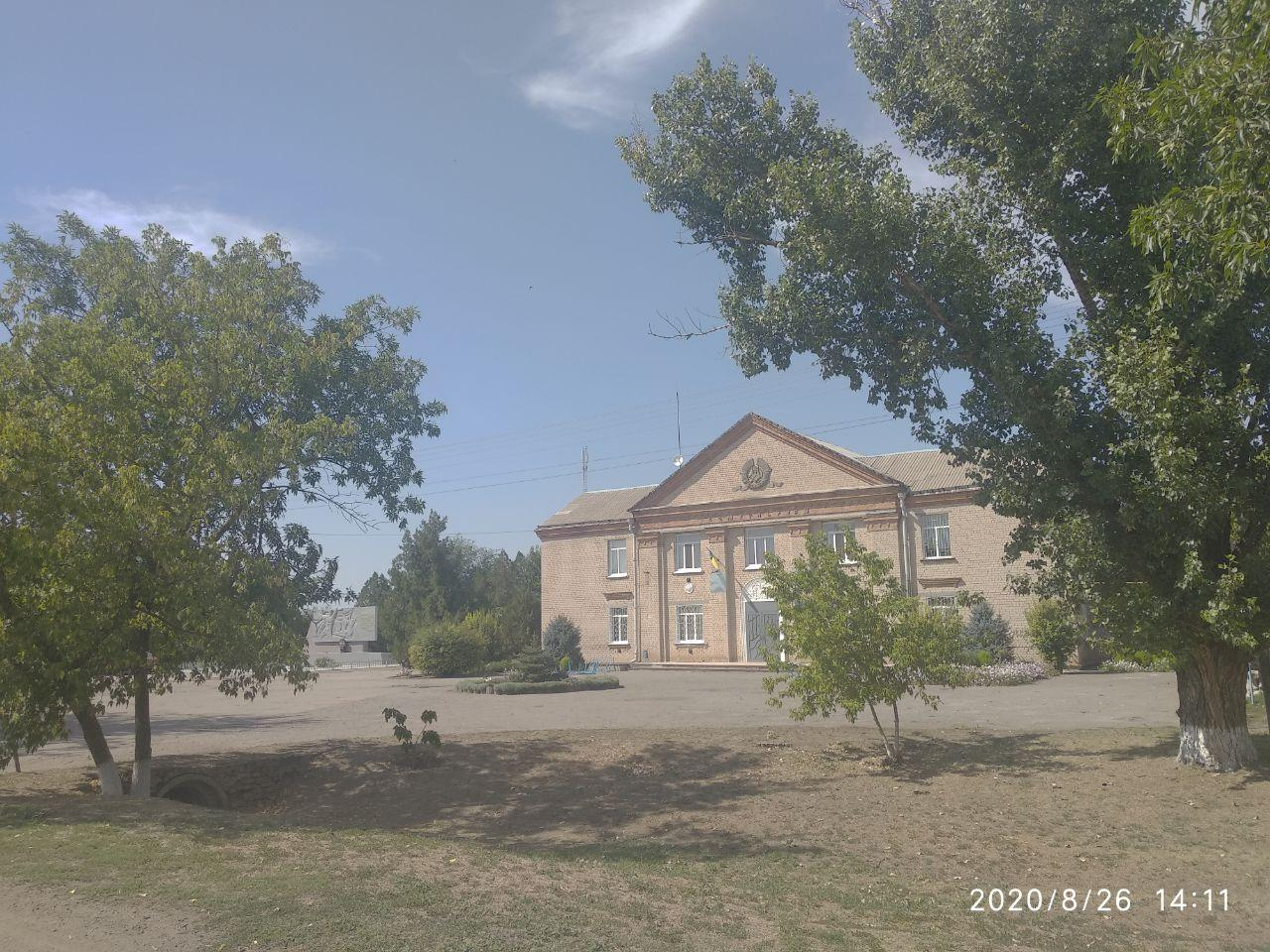

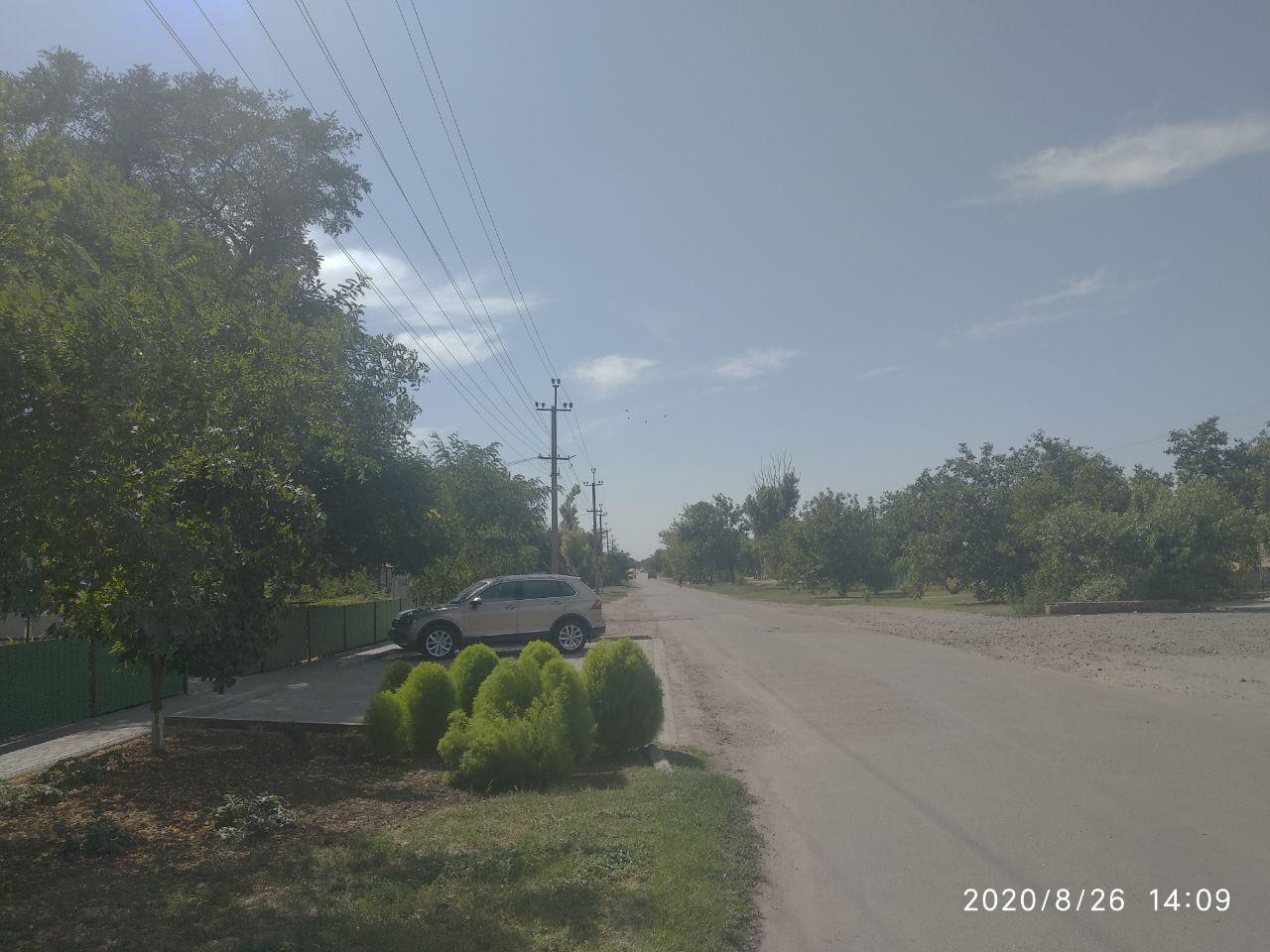

Cehohrad (în ucraineană Чехоград, transliterat: Cehohrad, în rusă Чехоград, transliterat: Cehograd, în cehă Čechohrad), denumit în perioada 1946–2023 Novhorodkivka (în ucraineană Новгородківка, în rusă Новгородковка), este localitatea de reședință a comunei Novhorodkivka din raionul Melitopol, regiunea Zaporijjea, Ucraina.

## Istoric
Satul Cehograd a fost fondat în 1869 de un grup de cehi veniți din Boemia. Populația satului a fost formată în secolul al XIX-lea din cehi și germani, care erau în mare majoritate (650 din 705, conform recensământului din 1897) de religie catolică. Satul a fost redenumit Novhorodkivka în anul 1946. Noul nume era unul artificial, în opinia Institutului de Limba Ucraineană al Academiei Naționale de Științe a Ucrainei, fiind o combinație între termenul „orașul nou” și sufixul -ivka, iar din acest motiv s-a recomandat revenirea la numele istoric al așezării. 
În octombrie 2021 deputații Vitali Bezhin și Andrii Klociko (de la partidul „Slujitorul poporului”) au înaintat Radei Supreme a Ucrainei un proiect de rezoluție privind redenumirea satului Novhorodkivka, la solicitarea locuitorilor săi pentru a reda așezării denumirea sa istorică. În ședința sa din 29 iunie 2023, Rada Supremă a Ucrainei a votat redenumirea satului Novhorodkivka ca Cehohrad. Proiectul de rezoluție nr. 6219 a fost votat de 250 de deputați, cu o singură abținere (Valerii Hnatenko de la partidul „Recuperarea Ucrainei”).
Satul Novhorodkivka a fost ocupat în anul 2022 de trupele rusești.

## Demografie
Componența lingvistică a localității Cehohrad
     Rusă (71,44%)
     Ucraineană (13,14%)
Conform recensământului din 2001, majoritatea populației localității Novhorodkivka era vorbitoare de rusă (71,44%), existând în minoritate și vorbitori de ucraineană (13,14%).
Conform recensământului populației din 2001, singurul din istoria Ucrainei independente, populația satului Novhorodkivka era formată din 1.180 de locuitori, din care 843 aveau limba rusă ca limbă maternă, 182 o „altă” (limba cehă nu a fost evidențiată în rezultatele recensământului) și 155 limba ucraineană. Cel mai mare număr de etnici cehi din Ucraina (519) au fost consemnați în raionul Melitopol, iar Novhorodkivka este principala lor așezare. Serviciul de Statistică de Stat al Ucrainei estima la începutul anului 2022 că populația satului era de 978 de locuitori.